# Aspinal of London
Aspinal of London es una firma británica de productos de lujo con sede en Londres, capital de Reino Unido. Se dedica al diseño y fabricación de artículos de moda tales como joyas, bolsos y artículos de cuero, que son sus artículos más conocidos y buscados. Fue fundada en 2000 por Iain Burton.